# Quattro cantoni

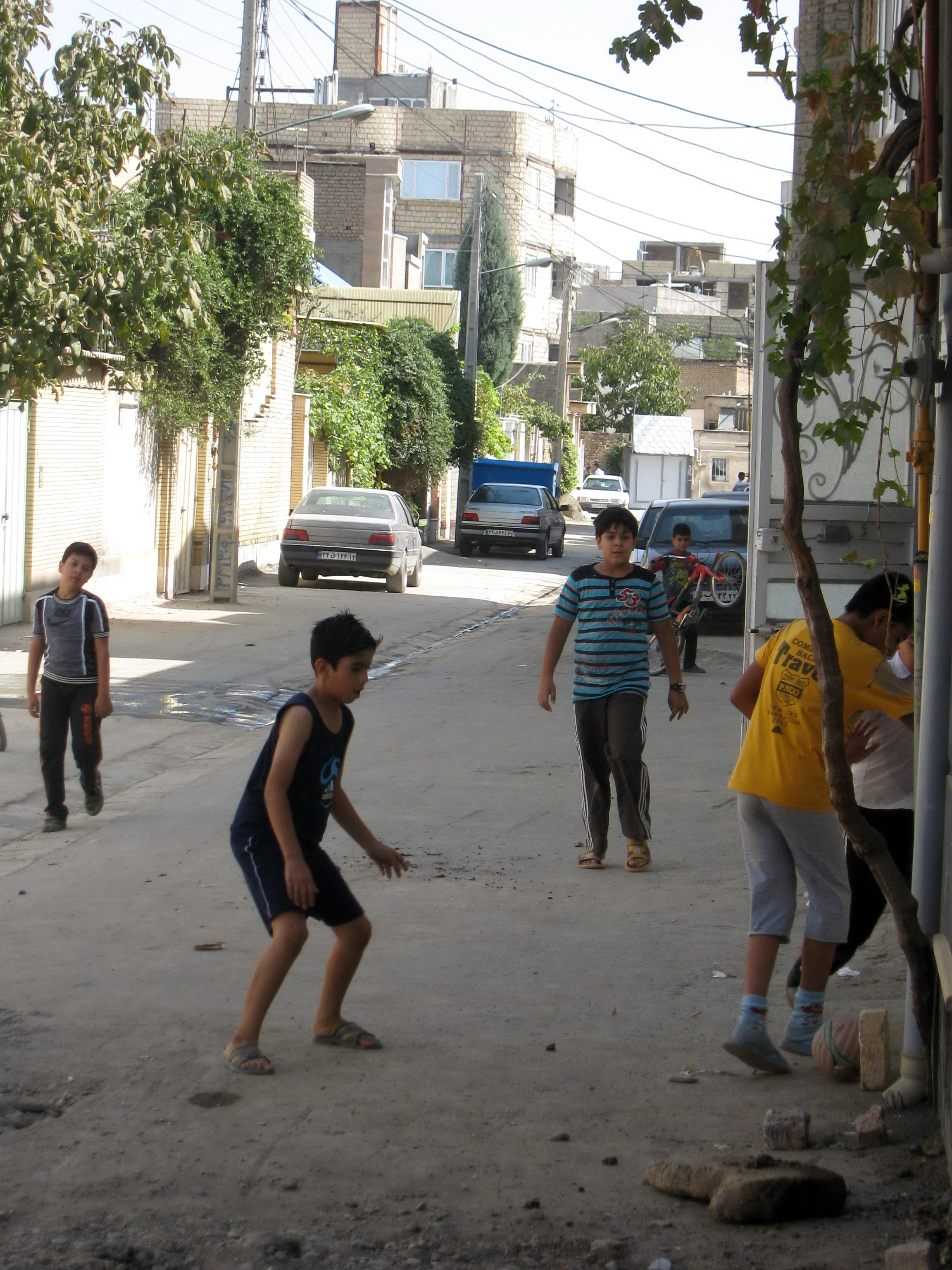
Bambini giocano ai quattro cantoni in un vicolo di Nishapur, in Iran

I quattro cantoni è un gioco da bambini tradizionale; lo si gioca in genere all'aperto o in una stanza abbastanza grande, bisogna essere almeno in cinque.

## Regole
Un giocatore, scelto in genere a caso, "sta nel mezzo". Mentre gli altri stanno nei quattro cantoni o angoli dello spazio di gioco che è più o meno un quadrato. Lo scopo del gioco è scambiarsi di posto occupando il cantone libero senza farsi anticipare da chi sta nel mezzo. Chi rimane senza angolo sta nel mezzo. Se i giocatori sono molti sono possibili varianti aumentando il numero dei cantoni e anche quanti stanno nel mezzo.